# Сьвйонце
Сьвйонце (пол. Świące) — село в Польщі, у гміні Лович Ловицького повіту Лодзинського воєводства.
Населення — 54 особи (2011).
У 1975—1998 роках село належало до Скерневицького воєводства.

## Демографія
Демографічна структура станом на 31 березня 2011 року:
|          | Загалом | Допрацездатний вік | Працездатний вік | Постпрацездатний вік |
| -------- | ------- | ------------------ | ---------------- | -------------------- |
| Чоловіки | 26      | 6                  | 14               | 6                    |
| Жінки    | 28      | 6                  | 12               | 10                   |
| Разом    | 54      | 12                 | 26               | 16                   |